# Tipula serrulifera
Tipula serrulifera är en tvåvingeart som beskrevs av Alexander 1942. Tipula serrulifera ingår i släktet Tipula och familjen storharkrankar. Inga underarter finns listade i Catalogue of Life.
Världsutbredningen är från Kaukasus över Balkan till södra Europa och England.
I september 2016 hittades ett exemplar av denna ovanliga sydliga storharkrank i Huskvarna i Småland. Det är det första kända fyndet i Sverige och den nordligaste lokalen för arten som registrerats, de närmaste andra kända populationerna är i Tjeckien och i Storbritannien.